# Desa Kertaraharja (administrativ by i Indonesien, Jawa Barat, lat -6,12, long 107,37)
Desa Kertaraharja är en administrativ by i Indonesien.   Den ligger i provinsen Jawa Barat, i den västra delen av landet, 60 km öster om huvudstaden Jakarta.